# Toledo (Ohio)
Toledo ist eine City im Lucas County im Nordwesten des US-Bundesstaates Ohio mit 270.871 Einwohnern (Stand: Volkszählung 2020). Sie liegt am südwestlichen Ufer des Eriesees im Mündungsbereich des Maumee River.

## Klima
|                       | Jan  | Feb  | Mär  | Apr  | Mai  | Jun  | Jul  | Aug  | Sep  | Okt  | Nov  | Dez  |   |       |
| Mittl. Tagesmax. (°C) | −1,0 | 0,8  | 7,5  | 14,9 | 21,4 | 26,6 | 28,6 | 27,4 | 23,6 | 16,9 | 9,2  | 1,8  | ⌀ | 14,9  |
| Mittl. Tagesmin. (°C) | −9,5 | −8,3 | −2,9 | 2,4  | 8,2  | 13,3 | 15,9 | 14,7 | 10,8 | 4,4  | −0,3 | −6,4 | ⌀ | 3,6   |
|                       |      |      |      |      |      |      |      |      |      |      |      |      |   |       |
| Niederschlag (mm)     | 44,4 | 43,9 | 67,6 | 75,2 | 73,9 | 95,3 | 83,1 | 82,6 | 72,4 | 53,3 | 71,4 | 74,4 | Σ | 837,5 |
|                       |      |      |      |      |      |      |      |      |      |      |      |      |   |       |
| Regentage (d)         | 7,9  | 7,0  | 9,5  | 9,8  | 8,9  | 8,6  | 7,6  | 7,6  | 7,8  | 6,9  | 8,8  | 9,9  | Σ | 100,3 |

| −9,5 |

| −8,3 |

| −2,9 |

| 2,4 |

| 8,2 |

| 13,3 |

| 15,9 |

| 14,7 |

| 10,8 |

| 4,4 |

| −0,3 |

| −6,4 |

| −9,5 |

| −8,3 |

| −2,9 |

| 2,4 |

| 8,2 |

| 13,3 |

| 15,9 |

| 14,7 |

| 10,8 |

| 4,4 |

| −0,3 |

| −6,4 |

## Geschichte und Politik
Toledo entstand, wie viele Städte der USA, durch den Bau einer Eisenbahn, der Erie-Kalamazoo Eisenbahn von Ohio nach Michigan. Diese 33-Meilen-Strecke sollte die schiffbaren Flüsse Maumee und Kalamazoo verbinden und in Adrian enden. Der böhmische Mathematiker Franz Anton Ritter von Gerstner beschrieb die Entstehung Toledos 1833/1834 rückblickend 1840 so:
„Als Anfangspunct der Bahn wurde Toledo gewählt, ein Ort, der eigentlich erst gegründet werden sollte. Zwei kleine aus wenigen Häusern bestehende Dörfer, das eine (Fort Lawrence) an der Mündung des Swan-Creek, das andere (Vistula) eine Meile weiter unterhalb am Maumee gelegen, wurden mit in das Projekt einer grossartigen Stadt aufgenommen, welche sich dem Plane zufolge 3 Meilen in der Länge und 2 Meilen in der Breite am Maumee ausdehnen sollte und Toledo genannt wurde. […] Bei solchen ausserordentlichen Vorteilen [nahe Wasserstraßen, Wasserkraft, Schleusen] konnte man für die neu angelegte Stadt auf den besten Erfolg rechnen, und um den Wert ihrer Grundstücke noch mehr zu erhöhen, unternahmen die dortigen Grundeigentümer den Bau der Erie-Kalamazoo Eisenbahn, mittelst welcher sie Toledo zum Mittelpunkt eines bedeutenden Verkehrs mit dem Westen zu machen gedachten. […] In weniger als 2 Jahren hatte sich Toledo wie durch Zauber zu einer bedeutenden Handelsstadt erhoben und zählte bereits mehr als 3000 Einwohner, als im Jahre 1837 die grosse Handelskrisis eintrag, welche so viele Projekte auf einmal wieder zerstörte. Von dieser Zeit an hat Toledo wieder abgenommen und war im Jahre 1839 bei Weitem nicht mehr das, was es bereits 1836, zwei Jahre nach seiner Gründung, gewesen.“
1835 fand hier der Toledo-Krieg statt, ein Konflikt mit einem Verletzten zwischen Ohio und dem Michigan-Territorium um die Stadt Toledo. Die Stadt wurde dann Ohio zugesprochen.
1910 wurde das römisch-katholische Bistum Toledo errichtet. Die Kathedrale Our Lady, Queen of the Most Holy Rosary wurde nach fünfzehnjähriger Bauzeit 1940 geweiht. 
Zwischen dem 15. und 16. Oktober 2005 kam es in der Stadt anlässlich eines Demonstrationsaufzuges des National Socialist Movement, einer nationalsozialistischen Gruppierung, zu Unruhen. Die Presse sprach von einem wütenden Mob von 600 Menschen.

## Kultur und Bildung
Die Stadt verfügt über mehrere angesehene Bildungseinrichtungen wie die University of Toledo und die Medical University of Ohio. Des Weiteren befindet sich hier das weit über die Grenzen hinaus bekannte Toledo Museum of Art. Der Zoo wurde unter die Top 15 der schönsten Zoos in Nordamerika gewählt. Der botanische Garten Toledo Botanical Garden ist über 20 Hektar groß. Daneben existiert das R. A. Stranahan Arboretum. Toledo besitzt auch ein eigenes Sinfonieorchester. Chefdirigent des Toledo Symphony Orchestra ist Stefan Sanderling, Sohn des bekannten Dirigenten Kurt Sanderling.
| Toledo Bevölkerungsentwicklung |         |      |         |         |
| 1870                           | 31.584  |      | 1940    | 282.349 |
| 1880                           | 50.137  | 1950 | 303.616 |         |
| 1890                           | 81.434  | 1970 | 383.818 |         |
| 1900                           | 131.822 | 1980 | 354.635 |         |
| 1910                           | 168.497 | 1990 | 332.943 |         |
| 1920                           | 243.164 | 2000 | 313.619 |         |
| 1930                           | 290.718 | 2010 | 287.208 |         |

## Wirtschaft
Toledo ist aufgrund seiner langen, mit Glas verbundenen Geschichte als „Glass City“ bekannt. Der glasfaserverstärkte Kunststoff wurde hier erfunden. Toledo beherbergt den Hauptsitz des Glasfaserherstellers Owens Corning. Die Autofirma Jeep stellt seit 1941 in Toledo Automobile her. Die Stadt verfügt mit dem Flughafen Toledo Express (TOL) für Airlines und dem Toledo Executive Airport (TDZ) für die allgemeine Luftfahrt über zwei Flughäfen. Der Hafen ist einer der am häufigsten angelaufenen Häfen der großen Seen und auch für Seeschiffe über den Wellandkanal erreichbar. Er ist vorwiegend industriell ausgerichtet.
Toledo liegt an der Interstate 75, einer Nord-Süd-Verbindung, die von Michigan nach Florida führt.

## Städtepartnerschaften
Toledos Partnerstädte sind:
| - Toledo, Spanien, seit 1931 - Londrina, Brasilien, seit 1975 - Qinhuangdao, Volksrepublik China, seit 1985 - Posen, Polen, seit 1990 - Szeged, Ungarn, seit 1990 - Gouvernement Bekaa, Libanon, seit 1998 - Tanga, Tansania, seit 1999 | - Toyohashi, Japan, seit 2000 - Coimbatore, Indien, seit 2009 - Hyderabad, Pakistan, seit 2011 - Nanchong, Volksrepublik China, seit 2017 - Coburg, Deutschland, seit 2019 - Ferrara, Italien, seit 2022 |

Daneben besteht seit 2002 eine freundschaftliche Beziehung mit der Stadt Delmenhorst.

## Persönlichkeiten

### Persönlichkeiten, die vor Ort gewirkt haben
- Walter Folger Brown (1869–1961), Politiker
- Gene Cook (1932–2002), American-Football-Spieler
- Jonathan Bennett (* 1981), Schauspieler
- Crystal Bowersox (* 1985), Folk&Blues-Sängerin und -Gitarristin, Songwriter
- Marie Osthaus Griffith (1855–1927), deutschamerikanische Blumen- und Landschaftsmalerin
- Edmund Osthaus (1858–1928), deutschamerikanischer Tiermaler der Düsseldorfer Schule